# Brenk
Brenk é um município da Alemanha localizada no distrito de Ahrweiler, na associação municipal de Verbandsgemeinde Brohltal, no estado da Renânia-Palatinado.

## População da Cidade
| - 1815 – 218 - 1835 – 158 - 1871 – 184 - 1905 – 201 - 1939 – 214 - 1950 – 224 | - 1961 – 214 - 1965 – 206 - 1970 – 214 - 1975 – 188 - 1980 – 189 - 1985 – 182 | - 1987 – 180 - 1990 – 188 - 1995 – 187 - 2000 – 183 - 2005 – 199 |